# Aleksandr Akímov
Aleksandr Fiódorovitx Akímov (en rus: Алекса́ндр Фёдорович Аки́мов) va ser un enginyer soviètic, supervisor del torn de nit al reactor del bloc 4 de la central nuclear de Txernòbil la matinada del 26 d'abril de 1986, data en què es va produir l'accident de la central. Va morir dues setmanes després de l'accident degut al síndrome d'irradiació aguda.

## Formació
Nascut el 1953 a Novossibirsk, Akímov es va graduar el 1976 a l'Institut d'Enginyeria Energètica de Moscou, obtenint el certificat d'especialista en Enginyeria i Automoció de Processos de Calor i Energia. Tres anys més tard es traslladà a Prípiat i va començar a treballar a la central nuclear de Txernòbil. Durant els seus primers anys va compaginar els seus càrrecs com a director sènior de turbina i supervisor del torn de sala en qüestió. A partir del 10 de juliol de 1984, es va convertir en el supervisor del Reactor 4.

## Accident de Txernòbil
La nit del 25 al 26 d'abril de 1986, va ser l'encarregat del torn de nit a la unitat 4. Aquella mateixa nit s'havia de realitzar una prova de seguretat, per la qual cosa la potència del reactor es va reduir a la meitat bruscament, causant una intoxicació per Xe-135 que va fer inestable el nucli. En aquest moment, l'evidència va ser supervisada per Anatoli Diàtlov, que va insistir a seguir endavant malgrat les objeccions dels seus subordinats, inclòs el mateix Akímov. Inicialment, la turbina es va aturar completament i després va pujar de sobte. Conscient que el reactor estava fora de control, va ordenar prémer el botó AZ-5 (aturada d'emergència) a Leonid Toptunov, un dels altres enginyers presents a la sala de control. Teòricament les barres de bor havien de tornar a baixar per reduir la reactivitat, però hi va haver un fracàs en el disseny: en aquell moment, les puntes de les varetes dels reactors RBMK (com el Txernòbil) eren de grafit moderat (que augmenta la reactivitat), de manera que el resultat va ser l'explosió per un augment incontrolat de l'energia (segons l'última lectura: 33 00 MW). Després de l'explosió, hi va haver un col·lapse a les línies telefòniques. Pel que fa a la situació a la planta, Akímov va escoltar informació sobre possibles danys importants al reactor, però no li va donar crèdit fins a poques hores. Un cop conscient de la gravetat de l'accident, va treballar amb el seu equip a la planta fins a primera hora del matí bombejant aigua al que quedava del nucli.
Com els altres treballadors de la planta afectats, Akímov va ser traslladat a l'Hospital 6 de Moscou. Va morir l'11 de maig de 1986 a l'edat de 33 anys a causa de la síndrome d'irradiació aguda. Durant la investigació inicial va ser considerat "culpable d'imprudència" juntament amb la resta d'operadors, però finalment la responsabilitat va recaure en l'enginyer en cap adjunt Anatoli Diatlov, que va obligar els seus subordinats a ignorar repetidament les normes de seguretat i tots els senyals d'advertència. El 2008, Akimov va ser guardonat pòstumament amb l'Orde al Coratge de 3r grau pel govern d'Ucraïna.

## Sèries i documentals
El personatge d'Akímov va ser interpretat per l'actor Aleksandr Khoroshko a la sèrie Zero Hour: Disaster At Chernobyl (2004), per Alex Lowe en el docudrama de la BBC Surviving Disaster (2006) i per Sam Troughton a la minisèrie d'Sky/HBO Chernobyl (2019).